# ألان قاي
ألان قاي (بالإنجليزية: Allan Guy) هو سياسي أسترالي، ولد في 30 نوفمبر 1890 في لاونسستون في أستراليا، وتوفي في 16 ديسمبر 1979. حزبياً، نشط في حزب العمال الأسترالي والحزب الليبرالي الأسترالي.

## مناصب
- انتخب عضو مجلس النواب الأسترالي عن دائرة Division of Wilmot [الإنجليزية]‏ (21 سبتمبر 1940 – 28 سبتمبر 1946).
- انتخب عضو مجلس نواب تسمانيا عن دائرة Division of Bass (state) [الإنجليزية]‏ (25 مارس 1916 – 13 سبتمبر 1929).
- انتخب عضو مجلس النواب الأسترالي عن دائرة Division of Bass [الإنجليزية]‏ (12 أكتوبر 1929 – 15 سبتمبر 1934).
- انتخب عضو مجلس الشيوخ الأسترالي [الإنجليزية]‏ عن دائرة Tasmania ‏ (22 فبراير 1950 – 30 يونيو 1956).